# Луганський (Ворошиловградський) обласний комітет Комуністичної партії України
Луганський (Ворошиловградський) обласний комітет Комуністичної партії України — орган управління Луганською обласною партійною організацією КП України (1938–1991 роки). Ворошиловградська область утворена 3 червня 1938 року з частини Донецької області УРСР. У травні 1958 — січні 1970 — Луганська область. У січні 1970 — травні 1990 — Ворошиловградська область. З травня 1990 року — знову Луганська область

## Перші секретарі обласного комітету (обкому)
- 7 червня 1938 — 13 листопада 1938 — Любавін Петро Митрофанович
- 13 листопада 1938 — 23 листопада 1940 — Квасов Михайло Єгорович
- 23 листопада 1940 — 5 вересня 1951 — Гайовий Антон Іванович
- 5 вересня 1951 — 21 березня 1961 — Клименко Василь Костянтинович
- 21 березня 1961 — 15 січня 1963 — Шевченко Володимир Васильович
- 15 січня 1963 — 4 грудня 1964 (промисловий) — Шевченко Володимир Васильович
- 17 січня 1963 — 4 грудня 1964 (сільський) — Гуреєв Микола Михайлович
- 4 грудня 1964 — 14 грудня 1973 — Шевченко Володимир Васильович
- 14 грудня 1973 — 27 лютого 1987 — Гончаренко Борис Трохимович
- 27 лютого 1987 — 14 лютого 1990 — Ляхов Іван Андрійович
- 26 травня 1990 — серпень 1991 — Онищенко Анатолій Ілліч

## Другі секретарі обласного комітету (обкому)
- 7 червня 1938 — лютий 1939 — Орішко Іван Сергійович
- лютий 1939 — грудень 1939 — Захаров Петро Панасович
- грудень 1939 — 1941 — Єрохін Михайло Михайлович
- серпень 1943 — жовтень 1946 — Тульнов Петро Львович
- жовтень 1946 (затв. січень 1947) — лютий 1951 — Бабак Григорій Іларіонович
- лютий 1951 — 5 вересня 1951 — Єрмолов Микола Григорович
- 5 вересня 1951 — грудень 1956 — Ємченко Григорій Якович
- затв. грудень 1956 — березень 1961 — Шевченко Володимир Васильович
- 26 квітня 1961 — 15 січня 1963 — Іваненко Іван Степанович
- 15 січня 1963 — 4 грудня 1964 (промисловий) — Азаров Володимир Миколайович
- 17 січня 1963 — 4 грудня 1964 (сільський) — Леута Павло Іванович
- 4 грудня 1964 — 25 липня 1972 — Азаров Володимир Миколайович
- 25 липня 1972 — 1978 — Руденко Олег Степанович
- 1978 — 3 листопада 1980 — Шараєв Леонід Гаврилович
- 3 листопада 1980 — 1986 — Зверєв Рід Петрович
- 1986 — серпень 1991 — Попов Микола Михайлович

## Секретарі обласного комітету (обкому)
- 7 червня 1938 — лютий 1939 — Захаров Петро Панасович (3-й секретар)
- лютий 1939 — серпень 1943 — Якунін Микита Федорович (3-й секретар)
- лютий 1939 — листопад 1939 — Костюк Василь Антонович (по пропаганді)
- квітень 1939 — грудень 1939 — Єрохін Михайло Михайлович (по кадрах)
- грудень 1939 — 17 травня 1941 — Тульнов Петро Львович (по пропаганді)
- грудень 1939 — березень 1940 — Борисов С.Ф. (по кадрах)
- березень 1940 — серпень 1943 — Орлов Терентій Никифорович (по кадрах)
- 17 травня 1941 — листопад 1941 — Бєліков Панас Іванович (по пропаганді)
- 17 травня 1941 — 1942 — Тульнов Петро Львович (по машинобудівній промисловості)
- 17 травня 1941 — 1942 — Погребак Іван Павлович (по вугільній промисловості)
- 17 травня 1941 — 1942 — Токмаков Сергій Васильович (по металургійній і коксохімічній промисловості)
- 17 травня 1941 — 1942 — Галянт Гнат Макарович (по електропромисловості)
- 17 травня 1941 — 1942 — Праведников Іван Федорович (по місцевій і легкій промисловості)
- 17 травня 1941 — 1942 — Панічкін Михайло Терентійович (по транспорту)
- листопад 1941 — 1942 — Бадаєв Фелікс Микитович (по пропаганді)
- травень 1943 — серпень 1943 — Устенко Андрій Іванович (по тваринництву)
- липень 1943 — березень 1948 — Шевчук Микита Сергійович (по пропаганді)
- серпень 1943 — березень 1944 — Устенко Андрій Іванович (3-й секретар)
- серпень 1943 — листопад 1946 — Паховський Феодосій Костянтинович (по кадрах)
- травень 1945 — вересень 1952 — Носко Віктор Леонідович (3-й секретар)
- листопад 1946 — 5 вересня 1951 — Ємченко Григорій Якович (по кадрах)
- березень 1948 — грудень 1949 — Алентьєва Клавдія Олександрівна (по пропаганді)
- затв. грудень 1949 — вересень 1952 — Шевчук Микита Сергійович (по пропаганді)
- 5 вересня 1951 — вересень 1952 — Бакакін Сергій Григорович (по кадрах)
- вересень 1952 — лютий 1953 — Піснячевський Дмитро Петрович (по ідеології)
- затв. лютий 1953 — 15 вересня 1961 — Половенко Василь Єгорович (по ідеології)
- червень 1954 — лютий 1960 — Тібабишев Микола Кирилович (по сільському господарству)
- затв. серпень 1954 — 15 січня 1963 — Захаров Анатолій Анатолійович (по промисловості)
- лютий 1960 — 15 січня 1963 — Мажара Федір Германович (по сільському господарству)
- 15 вересня 1961 — 15 січня 1963 — Пономаренко Юрій Федорович (по ідеології)
- 15 січня 1963 — 4 грудня 1964 — Пономаренко Юрій Федорович (промисловий по ідеології)
- 15 січня 1963 — вересень 1964 — Захаров Анатолій Анатолійович (промисловий парт-держ. контроль)
- 17 січня 1963 — 4 грудня 1964 — Євтєєв Павло Миколайович (сільський по ідеології)
- 17 січня 1963 — 4 грудня 1964 — Кириченко Єгор Олександрович (сільський парт-держ. контроль)
- вересень 1964 — 4 грудня 1964 — Мерзленко Альберт Васильович (промисловий парт-держ. контроль)
- 4 грудня 1964 — 12 вересня 1970 — Давиденко Микола Степанович (по сільському господарству)
- 4 грудня 1964 — 18 листопада 1969 — Іваненко Іван Степанович (по промисловості)
- 4 грудня 1964 — 19 вересня 1975 — Пономаренко Юрій Федорович (по ідеології)
- 4 грудня 1964 — лютий 1966 — Мерзленко Альберт Васильович (парт-держ. контроль)
- 18 листопада 1969 — 25 липня 1972 — Руденко Олег Степанович (по промисловості)
- 12 вересня 1970 — 22 липня 1974 — Лисицин Віктор Опанасович (по сільському господарству)
- 25 липня 1972 — 19 вересня 1975 — Уланов Анатолій Андрійович (по промисловості)
- 22 липня 1974 — 1988 — Романенко Леонід Васильович (по сільському господарству)
- 19 вересня 1975 — 10 грудня 1977 — Полак Едуард Вікторович (по промисловості)
- 19 вересня 1975 — 1978 — Шараєв Леонід Гаврилович (по ідеології)
- 10 грудня 1977 — 3 листопада 1980 — Зверєв Рід Петрович
- 1978 — 3 грудня 1988 — Бакуменко Микола Васильович (по вугільній промисловості)
- 16 жовтня 1979 — жовтень 1984 — Сазонов Анатолій Павлович
- 3 листопада 1980 — 1984 — Раєвський Володимир Миколайович (по ідеології)
- 1984 — 19 грудня 1987 — Михайлов В'ячеслав Олександрович (по ідеології)
- грудень 1984 — 23 червня 1987 — Касьянов Анатолій Васильович
- 23 червня 1987 — травень 1990 — Котляр Олег Іванович
- 19 грудня 1987 — 1991 — Жусова Ніна Петрівна (по ідеології)
- 1988 — 1991 — Окопний Степан Георгійович (по сільському господарству)
- 27 травня 1990 — 1991 — Худяков Юрій Миколайович

## Заступники секретарів обласного комітету (обкому)
- 1943 (затв. червень 1945) — 1947 — Погребак Іван Павлович (заст. секретаря обкому по вугільній промисловості)
- 1943 (затв. липень 1945) — листопад 1948 — Шепілов Василь Тимофійович (заст. секретаря обкому по транспорту)
- 1943 — /1944/ — Воробйов Павло Федотович (заст. секретаря обкому по легкій та місцевій промисловості)
- 1943 (затв. вересень 1945) — /1947/ — Токмаков Сергій Васильович (заст. секретаря обкому по металургійній промисловості)
- затверджений квітень 1944 — 1947 — Рибальченко Костянтин Макарович (заст. секретаря обкому по тваринництву)
- затверджений квітень 1944 — листопад 1948 — Котляров Олександр Анисимович (заст. секретаря обкому по машинобудівній промисловості)
- затверджений вересень 1945 — 1946 — Галянт Гнат Макарович (заст. секретаря обкому по електростанціях і електропромисловості)
- затверджений березень 1946 — листопад 1948 — Котовщиков Василь Якович (заст. секретаря обкому по будівництву і будівельних матеріалах)
- затверджений вересень 1946 — листопад 1948 — Іванов Микола Костянтинович (заст. секретаря обкому по електростанціях і електропромисловості)
- затверджений вересень 1946 — листопад 1948 — Нєвєнчаний Анатолій Петрович (заст. секретаря обкому по місцевій та легкій промисловості)
- затверджений листопад 1946 — листопад 1948 — Крейман Г.Г. (заст. секретаря обкому по торгівлі і громадському харчуванню)